# Krzysztof Zaleski

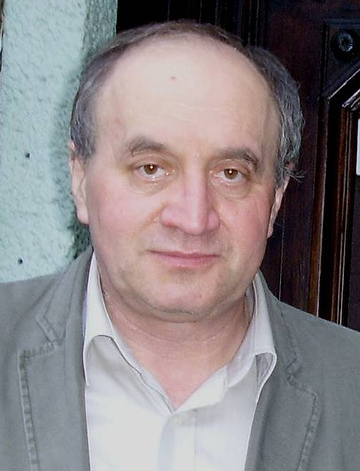
Krzysztof Zaleski (2007)

Krzysztof Zaleski (* 3. September 1948 in Świętochłowice; † 20. Oktober 2008 in Warschau) war ein polnischer Theaterregisseur und Schauspieler.
Krzysztof Zaleski studierte polnische Philologie an der Universität Warschau. Nach dem Abschluss 1971 studierte er an PWST Warschau Theaterregie. Als Regisseur arbeitete er am Teatr Współczesny, Teatr Ateneum und Teatr Roma, jeweils in Warschau. Von 2007 bis zu seinem Tode war er Direktor und Chefredakteur des Zweiten Polnischen Radioprogrammes. Neben seiner Theaterarbeit war er in zahlreichen Fernseh- und Kinofilmen als Schauspieler zu sehen. Außerdem lehrte er Regie an der PWST Warschau.

## Filmografie (Auswahl)
- 1979: Die Chance (Szansa)
- 1981: Index
- 1985: Die Liebhaber meiner Mutter (Kochankowie mojej mamy)
- 1989: Der Konsul (Konsul)
- 1991: Leben für Leben – Maximilian Kolbe (Życie za życie: Maksymilian Kolbe)